# Bartosz Zmarzlik
Bartosz Zmarzlik (ur. 12 kwietnia 1995 w Szczecinie) – polski żużlowiec.
Reprezentant Polski, pięciokrotny indywidualny mistrz świata (2019, 2020, 2022, 2023, 2024), indywidualny mistrz świata juniorów (2015), indywidualny mistrz Europy juniorów (2012), trzykrotny drużynowy mistrz świata (2016, 2017, 2023), dwukrotny drużynowy mistrz Europy (2022, 2023), czterokrotny drużynowy mistrz świata juniorów (2012, 2014, 2015, 2016) oraz dwukrotny drużynowy mistrz Europy juniorów (2013, 2014). Dziesięciokrotny medalista drużynowych mistrzostw Polski, w tym czterokrotnie złoty (2014, 2016, 2023, 2024) oraz trzykrotny indywidualny mistrz Polski (2021, 2022, 2023). Sześciokrotnie kończył rozgrywki PGE Ekstraligi z najwyższą średnią biegową (2016, 2017, 2018, 2021, 2022, 2023). Zwycięzca Plebiscytu Przeglądu Sportowego 2019. Kawaler Orderu Odrodzenia Polski.
W 2019 został trzecim Polakiem, po Jerzym Szczakielu i Tomaszu Gollobie, który wywalczył tytuł indywidualnego mistrza świata. W 2020 stał się trzecim żużlowcem w historii cyklu Grand Prix, po Tonym Rickardssonie i Nickim Pedersenie, i dziesiątym w historii indywidualnych mistrzostw świata, który obronił ten tytuł. Osiągnięcie to powtórzył w latach 2022–2023, a w 2024 został pierwszym żużlowcem w historii cyklu Grand Prix i drugim w historii indywidualnych mistrzostw świata, po Ivanie Maugerze, który zdobył trzy tytuły z rzędu, oraz pierwszym w historii, który zdobył pięć tytułów w ciągu sześciu lat. Zdobywając trzeci, czwarty i piąty tytuł został również najmłodszym zawodnikiem w historii, który tego dokonał.
Wychowanek i wieloletni zawodnik (2011–2022), a także kapitan (2019–2022) Stali Gorzów Wielkopolski. Od sezonu 2023 zawodnik Motoru Lublin. Występuje także w lidze szwedzkiej, gdzie startuje dla Lejonen Speedway.

## Życiorys

### Kariera sportowa
W swoim debiutanckim sezonie 2010 wraz z drużyną Stali zdobył złote medale w młodzieżowych drużynowych mistrzostwach Polski oraz w Lidze Juniorów – drużynowo złoto i brązowy medal indywidualnie. Wywalczył także tytuł młodzieżowego indywidualnego mistrza Wielkopolski, gromadząc w całym cyklu 85 pkt. Młody gorzowianin w sezonie 2010 zadebiutował także na szwedzkich torach podczas mistrzostw klubowych Gnistorny Malmö – klubu, którego barwy reprezentował w sezonach 2011–2012 w Allsvenskan, zajmując w turnieju drugą pozycję.
W rozgrywkach ligowych 25 kwietnia 2011 roku w meczu przeciwko Unii Leszno zdobył 4 pkt. W sezonie zasadniczym 2011 roku Zmarzlik miał 16 lat i zdobył łącznie 51 punktów w najwyższej klasie rozgrywkowej w Polsce. Żaden inny zawodnik w wieku 16 lat nie zdobył tylu punktów w całej historii polskiego żużla.
W sezonie 2012 oprócz polskiej Ekstraligi i szwedzkiej Allsvenskan, był w szerokiej kadrze drużyny duńskiej superligi – Holsted Speedway Klub, jednak w żadnym jej meczu nie wystąpił. 11 kwietnia 2012 roku podczas finału krajowych eliminacji do indywidualnych mistrzostw świata juniorów z czasem 67,55 sek. pobił rekord tarnowskiego toru. Całe zawody gorzowianin wygrał z dorobkiem 12 pkt.
23 czerwca 2012 roku w swoim pierwszym występie w cyklu Grand Prix, startując z dziką kartą w Grand Prix Polski w Gorzowie Wielkopolskim, zajął trzecie miejsce z 13 pkt. i przeszedł do historii jako najmłodszy uczestnik cyklu, który stanął na podium (17 lat i 72 dni) – zaś 30 sierpnia 2014 roku ponownie startując z „dziką kartą” w Grand Prix Polski w Gorzowie Wielkopolskim przeszedł do historii jako najmłodszy uczestnik cyklu, który zwyciężył (19 lat i 140 dni). 25 sierpnia 2012 roku w finale indywidualnych mistrzostw Europy juniorów rozegranym w Opolu, z dorobkiem 14 pkt., wywalczył pierwsze indywidualne złoto w swojej karierze.
1 września 2012 roku podczas finału drużynowych mistrzostw świata juniorów w Gnieźnie, w 19 wyścigu zawodów, zanotował groźny upadek w wyniku którego doznał skomplikowanego złamania lewej nogi z przemieszczeniem i przedwcześnie zakończył sezon. W sezonie 2013 oprócz gorzowskiej „Stali” zaczął reprezentować barwy szwedzkiego klubu Elitserien – Elit Vetlanda.
W 2014 zadebiutował w rozgrywkach Elite League w barwach Birmingham Brummies. Wystartował tylko w jednym spotkaniu, w którym w 4 startach zdobył 4 pkt. Później w trakcie trwania sezonu drużyna z Birmingham wycofała się z rozgrywek. W sezonie 2014 wywalczył Drużynowe Mistrzostwo Polski z drużyną Stali oraz Drużynowe Mistrzostwo Szwecji z Elit Vetlandą. W 2015 roku pierwszy raz w karierze, mając ledwie 20 lat, zakończył sezon ligowy w Polsce z najwyższą średnią biegową w drużynie. Wyniosła ona 2,333. Swoimi dobrymi wynikami niewątpliwie przyczynił się do utrzymania Stali Gorzów w najwyższej lidze. Sezon zwieńczył zdobyciem tytułu indywidualnego mistrza świata juniorów, a także obroną Drużynowego Mistrzostwa Szwecji.
W 2016 ze Stalą Gorzów zdobył drugie w karierze złoto DMP, będąc jednocześnie najlepszym zawodnikiem ligi wg średniej biegowej. Zajął ósme miejsce w 82. Plebiscycie na 10 Najlepszych Sportowców Polski 2016 roku. Sezon 2016 był również pierwszym, w którym jeździł jako stały uczestnik w cyklu Grand Prix. 9 lipca 2016 pierwszy raz w karierze stanął na podium turnieju GP rozgrywanego poza Polską. Na przestrzeni całego cyklu zdobył 128 punktów, co dało mu 3. miejsce w końcowej klasyfikacji i pierwszy medal indywidualnych mistrzostw świata w karierze.
W sezonie 2017 wraz z Maciejem Janowskim i Patrykiem Dudkiem wywalczył złoty medal w World Games 2017. 12 sierpnia 2017 zwyciężył w Grand Prix Szwecji w Målilli. Było to jego pierwsze zwycięstwo w roli stałego uczestnika cyklu. GP 2017 ukończył na 5. miejscu. W rozgrywkach ligowych drugi raz w karierze osiągnął najwyższą średnią biegową, zdobywając w nich brązowy medal.
Cyklu Grand Prix 2018 nie rozpoczął najlepiej (po 4 z 10 rund był sklasyfikowany w połowie stawki), jednak bardzo dobre wyniki w dalszej części sezonu sprawiły, że Zmarzlik zakończył go na drugim miejscu. Wywalczył również wicemistrzostwo DMP ze Stalą Gorzów. Po raz trzeci w karierze osiągnął najwyższą średnią biegową w lidze.
W 2019 po raz pierwszy w karierze, po wyrównanej walce z Leonem Madsenem, wywalczył tytuł indywidualnego mistrza świata na żużlu, kończąc Grand Prix 2019 z trzema zwycięstwami (Krško, Wrocław, Vojens) i pięcioma miejscami na podium. Ze Stalą Gorzów zajął siódme miejsce w lidze, a jego średnia biegowa wyniosła 2,410. W 2019 wystąpił w 18 meczach (91 biegów) ligi szwedzkiej, w których zdobył łącznie 254 punkty i bonus, co przełożyło się na śr. biegową 2,802.
W styczniu 2020 został wybrany Najlepszym Sportowcem 2019 roku w 85. Plebiscycie Przeglądu Sportowego i Telewizji Polsat. Również w 2020 obronił tytuł indywidualnego mistrza świata w jeździe na żużlu, wygrywając 4 z 8 rund i pieczętując złoto zwycięstwem w decydującej rundzie w Toruniu. Stał się pierwszym Polakiem, który zdobył ten tytuł więcej niż raz. Zdobył również trzecie wicemistrzostwo DMP w karierze, a sezon 2020 zakończył ze średnią 2,430.
Początek sezonu 2021 był dla Zmarzlika bardzo udany; po trzech pierwszych kolejkach w lidze polskiej (15 biegów) jedynie raz przyjechał za plecami rywala. 11 lipca 2021 w Lesznie pierwszy raz w karierze zdobył tytuł Indywidualnego Mistrza Polski. 12 września 2021 przekroczył barierę dwóch tysięcy punktów zdobytych dla Stali Gorzów Wielkopolski. Sezon 2021 zakończył ze srebrnym medalem zarówno indywidualnych, jak i drużynowych mistrzostw świata. W cyklu Grand Prix wygrał aż 5 rund, co było jego najlepszym wynikiem w karierze, jednak nie pozwoliło to na obronę mistrzowskiego tytułu sprzed roku. Drużynowe srebro wywalczył razem z Maciejem Janowskim i Jakubem Miśkowiakiem w dniach 16–17 października w Manchesterze. Decydujący wyścig reprezentacja Polski przegrała z reprezentacją Wielkiej Brytanii. W rozgrywkach ligowych zajął 3. miejsce ze Stalą Gorzów, będąc jednocześnie najskuteczniejszym zawodnikiem ligi. Osiągnął średnią biegową 2,649, co było najlepszym wynikiem spośród zawodników sklasyfikowanych od sezonu 2010. Po sezonie 2021 poinformował o zmianie klubu w lidze szwedzkiej. Po dziewięciu sezonach w Elit Vetlandzie w 2022 podpisał kontrakt z Lejonen Speedway.
Sezon 2022 rozpoczął 25 marca od zwycięstwa z kompletem piętnastu punktów w Kryterium Asów Polskich Lig Żużlowych. 2 kwietnia zwyciężył w Indywidualnych Międzynarodowych Mistrzostwach Ekstraligi 2022. W kwietniu 2022 został twarzą kampanii zachęcającej do oglądania zawodów Speedway Grand Prix 2022 za pośrednictwem internetowego kanału Eurosport Extra, dostępnego w serwisie Player, jak i ogólnodostępnej stacji TTV, która pokaże wyłącznie zawody rozgrywane w Polsce.
W trakcie sezonu 2022 w mediach zaczęły pojawiać się pogłoski, jakoby Zmarzlik pierwszy raz w karierze miał zmienić klub w lidze polskiej. 25 lipca 2022 macierzysty klub Zmarzlika – Stal Gorzów poinformował, że zawodnik nie przedłuży kontraktu na sezon 2023 i będzie występować w innej drużynie.
30 lipca wziął udział w finale Speedway of Nations 2022, w którym reprezentacja Polski zajęła 6. miejsce. We wrześniu 2022 roku, Bartosz Zmarzlik obronił tytuł Indywidualnego Mistrza Polski, tym samym zdobywając swój piąty medal w tej imprezie. Był on pierwszym od 20 lat zawodnikiem, któremu udało się zdobyć to trofeum rok po roku. Wcześniej dokonał tego Tomasz Gollob. 17 września trzeci raz w karierze został indywidualnym mistrzem świata. Po raz pierwszy zapewnił sobie tytuł przed rozegraniem ostatniej rundy. Łącznie wziął udział we wszystkich dziesięciu turniejach SGP 2022, wygrywając trzy z nich. Sezon ligowy zakończył ze swoim zespołem na drugim miejscu. Stal uległa w finale Motorowi Lublin 92:88, a Zmarzlik w obu meczach zdobył łącznie 35 punktów i bonus. Jego średnia biegowa w Ekstralidze 2022 piąty raz była najwyższa w całej lidze. Wyniosła 2,679, co stało się jego najlepszym wynikiem w dotychczasowej karierze.
W listopadzie 2022 został przedstawiony jako zawodnik Motoru Lublin na sezon 2023.

### Życie prywatne
Pochodzi z miejscowości Kinice, gdzie do tej pory mieszka. Jego starszy brat Paweł Zmarzlik również był żużlowcem, obecnie zaś jest jednym z mechaników Bartosza. 18 listopada 2022 ożenił się z Sandrą Grochowską, z którą jest w związku od 2011 i ma dwóch synów: Antoniego (ur. 17 marca 2021) i Franciszka (ur. 18 lutego 2024). Bartosz Zmarzlik nosi pseudonim F-16. Jego indywidualny numer startowy to 95.

## Mistrzostwa świata

### Starty w Grand Prix (Indywidualnych Mistrzostwach Świata na Żużlu)

#### Zwycięstwa w poszczególnych zawodach Grand Prix
| Nr  | Dzień          | Nazwa                        | Rok  | Miejscowość         | Tor                               | Długość toru |
| --- | -------------- | ---------------------------- | ---- | ------------------- | --------------------------------- | ------------ |
| 1.  | 30 sierpnia    | Grand Prix Polski            | 2014 | Gorzów Wielkopolski | Stadion im. Edwarda Jancarza      | 329m         |
| 2.  | 12 sierpnia    | Grand Prix Szwecji           | 2017 | Målilla             | G&B Stadium                       | 305m         |
| 3.  | 21 lipca       | Grand Prix Wielkiej Brytanii | 2018 | Cardiff             | Millennium Stadium (sztuczny tor) | 272m         |
| 4.  | 1 czerwca      | Grand Prix Słowenii          | 2019 | Krško               | Stadion Matije Gubca              | 388m         |
| 5.  | 3 sierpnia     | Grand Prix Polski            | 2019 | Wrocław             | Stadion Olimpijski                | 352m         |
| 6.  | 7 września     | Grand Prix Danii             | 2019 | Vojens              | Vojens Speedway Center            | 300m         |
| 7.  | 11 września    | Grand Prix Polski            | 2020 | Gorzów Wielkopolski | Stadion im. Edwarda Jancarza      | 329m         |
| 8.  | 18 września    | Grand Prix Czech             | 2020 | Praga               | Stadion Markéta                   | 353m         |
| 9.  | 19 września    | Grand Prix Czech             | 2020 | Praga               | Stadion Markéta                   | 353m         |
| 10. | 3 października | Grand Prix Polski            | 2020 | Toruń               | Motoarena                         | 318m         |
| 11. | 30 lipca       | Grand Prix Polski            | 2021 | Wrocław             | Stadion Olimpijski                | 352m         |
| 12. | 31 lipca       | Grand Prix Polski            | 2021 | Wrocław             | Stadion Olimpijski                | 352m         |
| 13. | 6 sierpnia     | Grand Prix Polski            | 2021 | Lublin              | Stadion MOSiR Bystrzyca           | 382m         |
| 14. | 14 sierpnia    | Grand Prix Szwecji           | 2021 | Målilla             | G&B Stadium                       | 305m         |
| 15. | 2 października | Grand Prix Polski            | 2021 | Toruń               | Motoarena                         | 318m         |
| 16. | 30 kwietnia    | Grand Prix Chorwacji         | 2022 | Goričan             | Stadion Milenium                  | 305m         |
| 17. | 10 września    | Grand Prix Danii             | 2022 | Vojens              | Vojens Speedway Center            | 300m         |
| 18. | 17 września    | Grand Prix Szwecji           | 2022 | Målilla             | G&B Stadium                       | 305m         |
| 19. | 29 kwietnia    | Grand Prix Chorwacji         | 2023 | Goričan             | Stadion Milenium                  | 305m         |
| 20. | 10 czerwca     | Grand Prix Niemiec           | 2023 | Teterow             | Bergring Arena                    | 314m         |
| 21. | 24 czerwca     | Grand Prix Polski            | 2023 | Gorzów Wielkopolski | Stadion im. Edwarda Jancarza      | 329m         |
| 22. | 12 sierpnia    | Grand Prix Łotwy             | 2023 | Ryga                | Biķernieku spīdveja stadions      | 355m         |
| 23. | 30 września    | Grand Prix Polski            | 2023 | Toruń               | Motoarena                         | 318m         |
| 24. | 15 czerwca     | Grand Prix Szwecji           | 2024 | Målilla             | G&B Stadium                       | 305m         |
| 25. | 7 września     | Grand Prix Łotwy             | 2024 | Ryga                | Biķernieku spīdveja stadions      | 355m         |
| 26. | 28 września    | Grand Prix Polski            | 2024 | Toruń               | Motoarena                         | 318m         |
| 27. | 3 maja         | Grand Prix Niemiec           | 2025 | Landshut            | OneSolar Arena                    | 390m         |
| 28. | 31 maja        | Grand Prix Czech             | 2025 | Praga               | Stadion Markéta                   | 353m         |
| 29. | 14 czerwca     | Grand Prix Wielkiej Brytanii | 2025 | Manchester          | National Speedway Stadium         | 347m         |

Miejsca na podium w poszczególnych zawodach Grand Prix
| Nr  | Dzień           | Rok  | Nazwa                        | Miejscowość         | Tor                               | Miejsce | Punkty | Biegi           | Zwycięzca              |
| --- | --------------- | ---- | ---------------------------- | ------------------- | --------------------------------- | ------- | ------ | --------------- | ---------------------- |
| 1.  | 23 czerwca      | 2012 | Grand Prix Polski            | Gorzów Wielkopolski | Stadion im. Edwarda Jancarza      | 3.      | 13     | (2,1,3,2,0,3,2) | Martin Vaculík         |
| 2.  | 30 sierpnia     | 2014 | Grand Prix Polski            | Gorzów Wielkopolski | Stadion im. Edwarda Jancarza      | 1.      | 17     | (3,2,1,3,2,3,3) | –                      |
| 3.  | 9 lipca         | 2016 | Grand Prix Wielkiej Brytanii | Cardiff             | Millennium Stadium (sztuczny tor) | 3.      | 13     | (1,3,1,3,2,2,1) | Antonio Lindbäck       |
| 4.  | 10 września     | 2016 | Grand Prix Niemiec           | Teterow             | Bergring Arena                    | 2.      | 13     | (2,2,1,2,2,2,2) | Jason Doyle            |
| 5.  | 1 października  | 2016 | Grand Prix Polski            | Toruń               | Motoarena                         | 3.      | 13     | (0,2,3,1,3,3,1) | Niels-Kristian Iversen |
| 6.  | 22 października | 2016 | Grand Prix Australii         | Melbourne           | Etihad Stadium (sztuczny tor)     | 3.      | 15     | (3,3,1,3,2,2,1) | Chris Holder           |
| 7.  | 12 sierpnia     | 2017 | Grand Prix Szwecji           | Målilla             | G&B Stadium                       | 1.      | 15     | (3,1,2,1,3,2,3) | –                      |
| 8.  | 23 września     | 2017 | Grand Prix Sztokholmu        | Solna               | Friends Arena (sztuczny tor)      | 2.      | 12     | (2,2,1,3,0,2,2) | Matej Žagar            |
| 9.  | 7 października  | 2017 | Grand Prix Polski            | Toruń               | Motoarena                         | 3.      | 14     | (3,2,2,2,2,2,1) | Patryk Dudek           |
| 10. | 28 października | 2017 | Grand Prix Australii         | Melbourne           | Etihad Stadium (sztuczny tor)     | 3.      | 13     | (2,1,1,3,2,3,1) | Jason Doyle            |
| 11. | 7 lipca         | 2018 | Grand Prix Szwecji           | Hallstavik          | HZ Bygg Arena                     | 3.      | 13     | (3,2,3,1,1,2,1) | Maciej Janowski        |
| 12. | 21 lipca        | 2018 | Grand Prix Wielkiej Brytanii | Cardiff             | Millennium Stadium (sztuczny tor) | 1.      | 19     | (3,3,2,3,2,3,3) | –                      |
| 13. | 25 sierpnia     | 2018 | Grand Prix Polski            | Gorzów Wielkopolski | Stadion im. Edwarda Jancarza      | 2.      | 18     | (3,3,1,3,3,3,2) | Martin Vaculík         |
| 14. | 22 września     | 2018 | Grand Prix Niemiec           | Teterow             | Bergring Arena                    | 3.      | 15     | (3,2,3,2,2,2,1) | Tai Woffinden          |
| 15. | 1 czerwca       | 2019 | Grand Prix Słowenii          | Krško               | Stadion Matije Gubca              | 1.      | 18     | (3,3,1,3,3,2,3) | –                      |
| 16. | 3 sierpnia      | 2019 | Grand Prix Polski            | Wrocław             | Stadion Olimpijski                | 1.      | 17     | (2,3,1,2,3,3,3) | –                      |
| 17. | 31 sierpnia     | 2019 | Grand Prix Niemiec           | Teterow             | Bergring Arena                    | 2.      | 16     | (3,2,2,3,2,2,2) | Maciej Janowski        |
| 18. | 7 września      | 2019 | Grand Prix Danii             | Vojens              | Vojens Speedway Center            | 1.      | 18     | (2,3,2,2,3,3,3) | –                      |
| 19. | 21 września     | 2019 | Grand Prix Wielkiej Brytanii | Cardiff             | Millennium Stadium (sztuczny tor) | 3.      | 15     | (1,3,3,1,3,3,1) | Leon Madsen            |
| 20. | 29 sierpnia     | 2020 | Grand Prix Polski            | Wrocław             | Stadion Olimpijski                | 3.      | 16     | (1,1,3,3,3,2,1) | Maciej Janowski        |
| 21. | 11 września     | 2020 | Grand Prix Polski            | Gorzów Wielkopolski | Stadion im. Edwarda Jancarza      | 1.      | 20     | (3,3,3,3,2,3,3) | –                      |
| 22. | 18 września     | 2020 | Grand Prix Czech             | Praga               | Stadion Markéta                   | 1.      | 20     | (3,3,2,1,2,3,3) | –                      |
| 23. | 19 września     | 2020 | Grand Prix Czech             | Praga               | Stadion Markéta                   | 1.      | 20     | (3,3,3,2,2,3,3) | –                      |
| 24. | 3 października  | 2020 | Grand Prix Polski            | Toruń               | Motoarena                         | 1.      | 20     | (1,3,2,2,1,2,3) | –                      |
| 25. | 30 lipca        | 2021 | Grand Prix Polski            | Wrocław             | Stadion Olimpijski                | 1.      | 20     | (3,2,3,3,2,2,3) | –                      |
| 26. | 31 lipca        | 2021 | Grand Prix Polski            | Wrocław             | Stadion Olimpijski                | 1.      | 20     | (2,2,2,3,3,3,3) | –                      |
| 27. | 6 sierpnia      | 2021 | Grand Prix Polski            | Lublin              | Stadion MOSiR Bystrzyca           | 1.      | 20     | (3,3,2,1,3,3,3) | –                      |
| 28. | 7 sierpnia      | 2021 | Grand Prix Polski            | Lublin              | Stadion MOSiR Bystrzyca           | 2.      | 18     | (3,3,2,3,3,3,2) | Artiom Łaguta          |
| 29. | 14 sierpnia     | 2021 | Grand Prix Szwecji           | Målilla             | G&B Stadium                       | 1.      | 20     | (0,3,1,1,3,3,3) | –                      |
| 30. | 28 sierpnia     | 2021 | Grand Prix Togliatti         | Togliatti           | Stadion im. Anatolija Stepanowa   | 2.      | 18     | (1,3,3,2,3,3,2) | Artiom Łaguta          |
| 31. | 11 września     | 2021 | Grand Prix Danii             | Vojens              | Vojens Speedway Center            | 2.      | 18     | (3,2,2,3,3,3,2) | Artiom Łaguta          |
| 32. | 2 października  | 2021 | Grand Prix Polski            | Toruń               | Motoarena                         | 1.      | 20     | (3,2,2,3,3,2,3) | –                      |
| 33. | 30 kwietnia     | 2022 | Grand Prix Chorwacji         | Goričan             | Stadion Milenium                  | 1.      | 20     | (3,1,2,3,3,3,3) | –                      |
| 34. | 4 czerwca       | 2022 | Grand Prix Niemiec           | Teterow             | Bergring Arena                    | 2.      | 18     | (3,2,3,0,2,2,2) | Patryk Dudek           |
| 35. | 25 czerwca      | 2022 | Grand Prix Polski            | Gorzów Wielkopolski | Stadion im. Edwarda Jancarza      | 3.      | 16     | (1,3,3,1,3,2,1) | Anders Thomsen         |
| 36. | 13 sierpnia     | 2022 | Grand Prix Wielkiej Brytanii | Cardiff             | Millennium Stadium (sztuczny tor) | 2.      | 18     | (3,2,3,1,2,2,2) | Daniel Bewley          |
| 37. | 10 września     | 2022 | Grand Prix Danii             | Vojens              | Vojens Speedway Center            | 1.      | 20     | (2,0,3,3,2,2,3) | –                      |
| 38. | 17 września     | 2022 | Grand Prix Szwecji           | Målilla             | G&B Stadium                       | 1.      | 20     | (2,3,2,3,3,3,3) | –                      |
| 39. | 1 października  | 2022 | Grand Prix Polski            | Toruń               | Motoarena                         | 2.      | 18     | (2,2,2,3,3,3,2) | Martin Vaculík         |
| 40. | 29 kwietnia     | 2023 | Grand Prix Chorwacji         | Goričan             | Stadion Milenium                  | 1.      | 16     | (3,T,2,3,2,3,3) | –                      |
| 41. | 13 maja         | 2023 | Grand Prix Polski            | Warszawa            | PGE Narodowy (sztuczny tor)       | 3.      | 12     | (W,1,3,3,2,2,1) | Fredrik Lindgren       |
| 42. | 10 czerwca      | 2023 | Grand Prix Niemiec           | Teterow             | Bergring Arena                    | 1.      | 19     | (2,2,3,3,3,3,3) | –                      |
| 43. | 24 czerwca      | 2023 | Grand Prix Polski            | Gorzów Wielkopolski | Stadion im. Edwarda Jancarza      | 1.      | 19     | (1,3,3,3,3,3,3) | –                      |
| 44. | 12 sierpnia     | 2023 | Grand Prix Łotwy             | Ryga                | Biķernieku spīdveja stadions      | 1.      | 15     | (3,2,0,2,2,3,3) | –                      |
| 45. | 2 września      | 2023 | Grand Prix Wielkiej Brytanii | Cardiff             | Millennium Stadium (sztuczny tor) | 3.      | 12     | (2,1,2,2,1,3,1) | Martin Vaculík         |
| 46. | 30 września     | 2023 | Grand Prix Polski            | Toruń               | Motoarena                         | 1.      | 18     | (3,1,3,2,3,3,3) | –                      |
| 47. | 11 maja         | 2024 | Grand Prix Polski            | Warszawa            | PGE Narodowy (sztuczny tor)       | 2.      | 15     | (3,1,3,1,2,3,2) | Jason Doyle            |
| 48. | 18 maja         | 2024 | Grand Prix Niemiec           | Landshut            | OneSolar Arena                    | 2.      | 17     | (3,2,3,1,3,3,2) | Mikkel Michelsen       |
| 49. | 1 czerwca       | 2024 | Grand Prix Czech             | Praga               | Stadion Markéta                   | 3.      | 17     | (3,3,3,1,3,3,1) | Martin Vaculík         |
| 50. | 15 czerwca      | 2024 | Grand Prix Szwecji           | Målilla             | G&B Stadium                       | 1.      | 17     | (1,3,3,2,2,3,3) | –                      |
| 51. | 29 czerwca      | 2024 | Grand Prix Polski            | Gorzów Wielkopolski | Stadion im. Edwarda Jancarza      | 2.      | 16     | (3,3,3,2,1,2,2) | Fredrik Lindgren       |
| 52. | 7 września      | 2024 | Grand Prix Łotwy             | Ryga                | Biķernieku spīdveja stadions      | 1.      | 14     | (1,3,0,2,3,2,3) | –                      |
| 53. | 14 września     | 2024 | Grand Prix Danii             | Vojens              | Vojens Speedway Center            | 2.      | 17     | (2,3,3,2,2,3,2) | Robert Lambert         |
| 54. | 28 września     | 2024 | Grand Prix Polski            | Toruń               | Motoarena                         | 1.      | 13     | (1,1,1,3,2,2,3) | –                      |
| 55. | 3 maja          | 2025 | Grand Prix Niemiec           | Landshut            | OneSolar Arena                    | 1.      | 16     | (3,1,3,3,3,3)   | –                      |
| 56. | 31 maja         | 2025 | Grand Prix Czech             | Praga               | Stadion Markéta                   | 1.      | 15     | (2,3,2,2,3,3)   | –                      |
| 57. | 13 czerwca      | 2025 | Grand Prix Wielkiej Brytanii | Manchester          | National Speedway Stadium         | 2.      | 14     | (3,1,2,3,3,2)   | Daniel Bewley          |
| 58. | 14 czerwca      | 2025 | Grand Prix Wielkiej Brytanii | Manchester          | National Speedway Stadium         | 1.      | 16     | (3,3,3,3,1,3)   | –                      |
| 59. | 21 czerwca      | 2025 | Grand Prix Polski            | Gorzów Wielkopolski | Stadion im. Edwarda Jancarza      | 2.      | 15     | (3,1,3,3,3,2)   | Brady Kurtz            |
| 60. | 5 lipca         | 2025 | Grand Prix Szwecji           | Målilla             | G&B Stadium                       | 2.      | 13+3   | (2,2,2,2,3,2)+3 | Brady Kurtz            |

#### Punkty w poszczególnych zawodachGrand Prix
| Sezon 2012                   |                        |                                 |                                 |                                 |                                 |                                 |                                 |                                 |                          |                          |                          |                   |         |         |         |         |         |         |         |         |         |        |        |        |        |        |        |        |        |        |        |        |        |        |        |
| GP Nowej Zelandii – Auckland | GP Europy – Leszno     | GP Czech – Praga                | GP Szwecji – Göteborg           | GP Danii – Kopenhaga            | GP Polski – Gorzów Wielkopolski | GP Chorwacji – Gorican          | GP Włoch – Terenzano            | GP Wielkiej Brytanii – Cardiff  | GP Skandynawii – Målilla | GP Nordyckie – Vojens    | GP Polski – Toruń        | miejsce           | miejsce | miejsce | miejsce | miejsce | miejsce | miejsce | miejsce | miejsce | miejsce | punkty | punkty | punkty | punkty | punkty | punkty | punkty | punkty | punkty | punkty |        |        |        |        |
| –                            | –                      | –                               | –                               | –                               | 13                              | –                               | –                               | –                               | –                        | –                        | –                        | 20                | 20      | 20      | 20      | 20      | 20      | 20      | 20      | 20      | 20      | 13     | 13     | 13     | 13     | 13     | 13     | 13     | 13     | 13     | 13     |        |        |        |        |
| Sezon 2013                   |                        |                                 |                                 |                                 |                                 |                                 |                                 |                                 |                          |                          |                          |                   |         |         |         |         |         |         |         |         |         |        |        |        |        |        |        |        |        |        |        |        |        |        |        |
| GP Nowej Zelandii – Auckland | GP Europy – Bydgoszcz  | GP Szwecji – Göteborg           | GP Czech – Praga                | GP Wielkiej Brytanii – Cardiff  | GP Polski – Gorzów Wielkopolski | GP Danii – Kopenhaga            | GP Włoch – Terenzano            | GP Łotwy – Dyneburg             | GP Słowenii – Krško      | GP Skandynawii – Solna   | GP Polski – Toruń        | miejsce           | miejsce | miejsce | miejsce | miejsce | miejsce | miejsce | miejsce | miejsce | miejsce | punkty | punkty | punkty | punkty | punkty | punkty | punkty | punkty | punkty | punkty |        |        |        |        |
| –                            | –                      | –                               | –                               | –                               | 6                               | –                               | –                               | –                               | –                        | –                        | –                        | 21                | 21      | 21      | 21      | 21      | 21      | 21      | 21      | 21      | 21      | 6      | 6      | 6      | 6      | 6      | 6      | 6      | 6      | 6      | 6      |        |        |        |        |
| Sezon 2014                   |                        |                                 |                                 |                                 |                                 |                                 |                                 |                                 |                          |                          |                          |                   |         |         |         |         |         |         |         |         |         |        |        |        |        |        |        |        |        |        |        |        |        |        |        |
| GP Nowej Zelandii – Auckland | GP Europy – Bydgoszcz  | GP Finlandii – Tampere          | GP Czech – Praga                | GP Szwecji – Målilla            | GP Danii – Kopenhaga            | GP Wielkiej Brytanii – Cardiff  | GP Łotwy – Dyneburg             | GP Polski – Gorzów Wielkopolski | GP Nordyckie – Vojens    | GP Skandynawii – Solna   | GP Polski – Toruń        | miejsce           | miejsce | miejsce | miejsce | miejsce | miejsce | miejsce | miejsce | miejsce | miejsce | punkty | punkty | punkty | punkty | punkty | punkty | punkty | punkty | punkty | punkty |        |        |        |        |
| –                            | –                      | –                               | –                               | –                               | –                               | –                               | –                               | 17                              | –                        | –                        | –                        | 18                | 18      | 18      | 18      | 18      | 18      | 18      | 18      | 18      | 18      | 17     | 17     | 17     | 17     | 17     | 17     | 17     | 17     | 17     | 17     |        |        |        |        |
| Sezon 2015                   |                        |                                 |                                 |                                 |                                 |                                 |                                 |                                 |                          |                          |                          |                   |         |         |         |         |         |         |         |         |         |        |        |        |        |        |        |        |        |        |        |        |        |        |        |
| GP Polski – Warszawa         | GP Finlandii – Tampere | GP Czech – Praga                | GP Wielkiej Brytanii – Cardiff  | GP Łotwy – Dyneburg             | GP Szwecji – Målilla            | GP Danii – Horsens              | GP Polski – Gorzów Wielkopolski | GP Słowenii – Krško             | GP Sztokholmu – Solna    | GP Polski – Toruń        | GP Australii – Melbourne | miejsce           | miejsce | miejsce | miejsce | miejsce | miejsce | miejsce | miejsce | miejsce | miejsce | punkty | punkty | punkty | punkty | punkty | punkty | punkty | punkty | punkty | punkty |        |        |        |        |
| 3                            | –                      | –                               | –                               | –                               | –                               | –                               | 14                              | –                               | –                        | –                        | –                        | 18                | 18      | 18      | 18      | 18      | 18      | 18      | 18      | 18      | 18      | 17     | 17     | 17     | 17     | 17     | 17     | 17     | 17     | 17     | 17     |        |        |        |        |
| Sezon 2016                   |                        |                                 |                                 |                                 |                                 |                                 |                                 |                                 |                          |                          |                          |                   |         |         |         |         |         |         |         |         |         |        |        |        |        |        |        |        |        |        |        |        |        |        |        |
| GP Słowenii – Krško          | GP Polski – Warszawa   | GP Danii – Horsens              | GP Czech – Praga                | GP Wielkiej Brytanii – Cardiff  | GP Szwecji – Målilla            | GP Polski – Gorzów Wielkopolski | GP Niemiec – Teterow            | GP Sztokholmu – Solna           | GP Polski – Toruń        | GP Australii – Melbourne | miejsce                  | miejsce           | miejsce | miejsce | miejsce | miejsce | miejsce | miejsce | miejsce | miejsce | miejsce | punkty | punkty | punkty | punkty | punkty | punkty | punkty | punkty | punkty | punkty | punkty |        |        |        |
| 8                            | 10                     | 7                               | 13                              | 13                              | 10                              | 14                              | 13                              | 12                              | 13                       | 15                       |                          |                   |         |         |         |         |         |         |         |         |         | 128    | 128    | 128    | 128    | 128    | 128    | 128    | 128    | 128    | 128    | 128    |        |        |        |
| Sezon 2017                   |                        |                                 |                                 |                                 |                                 |                                 |                                 |                                 |                          |                          |                          |                   |         |         |         |         |         |         |         |         |         |        |        |        |        |        |        |        |        |        |        |        |        |        |        |
| GP Słowenii – Krško          | GP Polski – Warszawa   | GP Łotwy – Dyneburg             | GP Czech – Praga                | GP Danii – Horsens              | GP Wielkiej Brytanii – Cardiff  | GP Szwecji – Målilla            | GP Polski – Gorzów Wielkopolski | GP Niemiec – Teterow            | GP Sztokholmu – Solna    | GP Polski – Toruń        | GP Australii – Melbourne | miejsce           | miejsce | miejsce | miejsce | miejsce | miejsce | miejsce | miejsce | miejsce | miejsce | punkty | punkty | punkty | punkty | punkty | punkty | punkty | punkty | punkty | punkty |        |        |        |        |
| 6                            | 12                     | 6                               | 8                               | 7                               | 16                              | 15                              | 10                              | 2                               | 12                       | 14                       | 13                       | 5                 | 5       | 5       | 5       | 5       | 5       | 5       | 5       | 5       | 5       | 121    | 121    | 121    | 121    | 121    | 121    | 121    | 121    | 121    | 121    |        |        |        |        |
| Sezon 2018                   |                        |                                 |                                 |                                 |                                 |                                 |                                 |                                 |                          |                          |                          |                   |         |         |         |         |         |         |         |         |         |        |        |        |        |        |        |        |        |        |        |        |        |        |        |
| GP Polski – Warszawa         | GP Czech – Praga       | GP Danii – Horsens              | GP Szwecji – Hallstavik         | GP Wielkiej Brytanii – Cardiff  | GP Skandynawii – Målilla        | GP Polski – Gorzów Wielkopolski | GP Słowenii – Krško             | GP Niemiec – Teterow            | GP Polski – Toruń        | miejsce                  | miejsce                  | miejsce           | miejsce | miejsce | miejsce | miejsce | miejsce | miejsce | miejsce | miejsce | miejsce | punkty | punkty | punkty | punkty | punkty | punkty | punkty | punkty | punkty | punkty | punkty | punkty |        |        |
| 9                            | 4                      | 10                              | 13                              | 19                              | 14                              | 18                              | 12                              | 15                              | 15                       |                          |                          |                   |         |         |         |         |         |         |         |         |         | 129    | 129    | 129    | 129    | 129    | 129    | 129    | 129    | 129    | 129    | 129    | 129    |        |        |
| Sezon 2019                   |                        |                                 |                                 |                                 |                                 |                                 |                                 |                                 |                          |                          |                          |                   |         |         |         |         |         |         |         |         |         |        |        |        |        |        |        |        |        |        |        |        |        |        |        |
| GP Polski – Warszawa         | GP Słowenii – Krško    | GP Czech – Praga                | GP Szwecji – Hallstavik         | GP Polski – Wrocław             | GP Skandynawii – Målilla        | GP Niemiec – Teterow            | GP Danii – Vojens               | GP Wielkiej Brytanii – Cardiff  | GP Polski – Toruń        | miejsce                  | miejsce                  | miejsce           | miejsce | miejsce | miejsce | miejsce | miejsce | miejsce | miejsce | miejsce | miejsce | punkty | punkty | punkty | punkty | punkty | punkty | punkty | punkty | punkty | punkty | punkty | punkty |        |        |
| 10                           | 18                     | 8                               | 8                               | 17                              | 8                               | 16                              | 18                              | 15                              | 14                       |                          |                          |                   |         |         |         |         |         |         |         |         |         | 132    | 132    | 132    | 132    | 132    | 132    | 132    | 132    | 132    | 132    | 132    | 132    |        |        |
| Sezon 2020                   |                        |                                 |                                 |                                 |                                 |                                 |                                 |                                 |                          |                          |                          |                   |         |         |         |         |         |         |         |         |         |        |        |        |        |        |        |        |        |        |        |        |        |        |        |
| GP Polski – Wrocław          | GP Polski – Wrocław    | GP Polski – Gorzów Wielkopolski | GP Polski – Gorzów Wielkopolski | GP Czech – Praga                | GP Czech – Praga                | GP Polski – Toruń               | GP Polski – Toruń               | miejsce                         | miejsce                  | miejsce                  | miejsce                  | miejsce           | miejsce | miejsce | miejsce | miejsce | miejsce | miejsce | miejsce | miejsce | miejsce | punkty | punkty | punkty | punkty | punkty | punkty | punkty | punkty | punkty | punkty | punkty | punkty | punkty | punkty |
| 11                           | 16                     | 20                              | 12                              | 20                              | 20                              | 14                              | 20                              |                                 |                          |                          |                          |                   |         |         |         |         |         |         |         |         |         | 133    | 133    | 133    | 133    | 133    | 133    | 133    | 133    | 133    | 133    | 133    | 133    | 133    | 133    |
| Sezon 2021                   |                        |                                 |                                 |                                 |                                 |                                 |                                 |                                 |                          |                          |                          |                   |         |         |         |         |         |         |         |         |         |        |        |        |        |        |        |        |        |        |        |        |        |        |        |
| GP Czech – Praga             | GP Czech – Praga       | GP Polski – Wrocław             | GP Polski – Wrocław             | GP Polski – Lublin              | GP Polski – Lublin              | GP Szwecji – Målilla            | GP Rosji – Togliatti            | GP Danii – Vojens               | GP Polski – Toruń        | GP Polski – Toruń        | miejsce                  | miejsce           | miejsce | miejsce | miejsce | miejsce | miejsce | miejsce | miejsce | miejsce | miejsce | punkty | punkty | punkty | punkty | punkty | punkty | punkty | punkty | punkty | punkty | punkty |        |        |        |
| 11                           | 12                     | 20                              | 20                              | 20                              | 18                              | 20                              | 18                              | 18                              | 12                       | 20                       |                          |                   |         |         |         |         |         |         |         |         |         | 189    | 189    | 189    | 189    | 189    | 189    | 189    | 189    | 189    | 189    | 189    |        |        |        |
| Sezon 2022                   |                        |                                 |                                 |                                 |                                 |                                 |                                 |                                 |                          |                          |                          |                   |         |         |         |         |         |         |         |         |         |        |        |        |        |        |        |        |        |        |        |        |        |        |        |
| GP Chorwacji – Goričan       | GP Polski – Warszawa   | GP Czech – Praga                | GP Niemiec – Teterow            | GP Polski – Gorzów Wielkopolski | GP Wielkiej Brytanii – Cardiff  | GP Polski – Wrocław             | GP Danii – Vojens               | GP Szwecji – Målilla            | GP Polski – Toruń        | miejsce                  | miejsce                  | miejsce           | miejsce | miejsce | miejsce | miejsce | miejsce | miejsce | miejsce | punkty  | punkty  | punkty | punkty | punkty | punkty | punkty | punkty | punkty | punkty |        |        |        |        |        |        |
| 20                           | 12                     | 12                              | 18                              | 16                              | 18                              | 12                              | 20                              | 20                              | 18                       |                          |                          |                   |         |         |         |         |         |         |         | 166     | 166     | 166    | 166    | 166    | 166    | 166    | 166    | 166    | 166    |        |        |        |        |        |        |
| Sezon 2023                   |                        |                                 |                                 |                                 |                                 |                                 |                                 |                                 |                          |                          |                          |                   |         |         |         |         |         |         |         |         |         |        |        |        |        |        |        |        |        |        |        |        |        |        |        |
| GP Chorwacji – Goričan       | GP Polski – Warszawa   | GP Czech – Praga                | GP Niemiec – Teterow            | GP Polski – Gorzów Wielkopolski | GP Szwecji – Målilla            | GP Łotwy – Ryga                 | GP Wielkiej Brytanii – Cardiff  | GP Danii – Vojens               | GP Polski – Toruń        | miejsce                  | miejsce                  | miejsce           | miejsce | miejsce | miejsce | miejsce | miejsce | miejsce | miejsce | punkty  | punkty  | punkty | punkty | punkty | punkty | punkty | punkty | punkty | punkty |        |        |        |        |        |        |
| 20                           | 16                     | 14                              | 20                              | 20                              | 12                              | 20                              | 16                              | –                               | 20                       |                          |                          |                   |         |         |         |         |         |         |         | 158     | 158     | 158    | 158    | 158    | 158    | 158    | 158    | 158    | 158    |        |        |        |        |        |        |
| Sezon 2024                   |                        |                                 |                                 |                                 |                                 |                                 |                                 |                                 |                          |                          |                          |                   |         |         |         |         |         |         |         |         |         |        |        |        |        |        |        |        |        |        |        |        |        |        |        |
| GP Chorwacji – Goričan       | Sprint – Warszawa      | GP Polski – Warszawa            | GP Niemiec – Landshut           | GP Czech – Praga                | GP Szwecji – Målilla            | GP Polski – Gorzów Wielkopolski | Sprint – Cardiff                | GP Wielkiej Brytanii – Cardiff  | GP Polski – Wrocław      | GP Łotwy – Ryga          | GP Danii – Vojens        | GP Polski – Toruń | miejsce | miejsce | miejsce | miejsce | miejsce | miejsce | miejsce | miejsce | punkty  | punkty | punkty | punkty | punkty | punkty | punkty | punkty |        |        |        |        |        |        |        |
| 14                           | –                      | 18                              | 18                              | 16                              | 20                              | 18                              | –                               | 7                               | 10                       | 20                       | 18                       | 20                |         |         |         |         |         |         |         |         | 179     | 179    | 179    | 179    | 179    | 179    | 179    | 179    |        |        |        |        |        |        |        |

| Statystyki        | Statystyki |
| ----------------- | ---------- |
| Starty            | 97         |
| Zwycięstwa        | 26         |
| Miejsca na podium | 54         |
| Finalista         | 62         |
| Punkty            | 1388       |

### Drużynowy Puchar Świata
| Sezon | Dzień      | Miejscowość | Miejsce | Punkty | Biegi     | Reprezentacja |
| ----- | ---------- | ----------- | ------- | ------ | --------- | ------------- |
| 2015  | 14 czerwca | Vojens      | 3.      | 3      | 1,0,1,1,0 | Polska        |
| 2016  | 30 lipca   | Manchester  | 1.      | 11     | 1,3,3,1,3 | Polska        |
| 2017  | 8 lipca    | Leszno      | 1.      | 13     | 2,3,2,3,3 | Polska        |
| 2023  | 29 lipca   | Wrocław     | 1.      | 11     | 1,3,2,3,2 | Polska        |

### Speedway of Nations
| Sezon | Dzień                           | Miejscowość | Miejsce | Punkty  | Biegi                     | Reprezentacja |
| ----- | ------------------------------- | ----------- | ------- | ------- | ------------------------- | ------------- |
| 2019  | 20 lipca 21 lipca               | Togliatti   | 2.      | 17 18+1 | 3,2,3,3,3,3 3,3,3,3,3,3+1 | Polska        |
| 2020  | 17 października                 | Lublin      | 2.      | 15      | 4,3,4,4                   | Polska        |
| 2021  | 16 października 17 października | Manchester  | 2.      | 19 19+4 | 4,3,4,4,4,– 4,3,4,4,–,4+4 | Polska        |
| 2022  | 30 lipca                        | Vojens      | 6.      | 20      | 4,3,2,3,4,4               | Polska        |
| 2024  | 13 lipca                        | Manchester  | 5.      | 11      | 4,2,t,0,3,2               | Polska        |

### Indywidualne mistrzostwa świata juniorów
W sezonie 2014 zajął 8 m. z dorobkiem 8 pkt. w finale krajowych eliminacji do Indywidualnych mistrzostw świata juniorów rozgrywanych w dniu 17 kwietnia 2014 roku w Ostrowie Wlkp. i nie awansował do dalszych rund kwalifikacyjnych. W sezonie 2016 nie wystartował w rozgrywkach.
| Sezon 2011 |         |           |         |           |              |              |         |         |         |         |         |         |         |         |         |        |        |        |        |        |        |        |        |        |
| Poole      | Holsted | Pardubice | Gniezno | miejsce   | miejsce      | miejsce      | miejsce | miejsce | miejsce | miejsce | miejsce | miejsce | punkty  | punkty  | punkty  | punkty | punkty | punkty | punkty | punkty | punkty |        |        |        |
| 3          | 10      | 5         | 9       | 8         | 8            | 8            | 8       | 8       | 8       | 8       | 8       | 8       | 27      | 27      | 27      | 27     | 27     | 27     | 27     | 27     | 27     |        |        |        |
| Sezon 2012 |         |           |         |           |              |              |         |         |         |         |         |         |         |         |         |        |        |        |        |        |        |        |        |        |
| Lonigo     | Lendava | Coventry  | Tarnów  | Pardubice | Bahía Blanca | Bahía Blanca | miejsce | miejsce | miejsce | miejsce | miejsce | miejsce | miejsce | miejsce | miejsce | punkty | punkty | punkty | punkty | punkty | punkty | punkty | punkty | punkty |
| 11         | 9       | 9         | –       | –         | –            | –            | 13      | 13      | 13      | 13      | 13      | 13      | 13      | 13      | 13      | 29     | 29     | 29     | 29     | 29     | 29     | 29     | 29     | 29     |
| Sezon 2013 |         |           |         |           |              |              |         |         |         |         |         |         |         |         |         |        |        |        |        |        |        |        |        |        |
| Piła       | Berwick | Terenzano | miejsce | miejsce   | miejsce      | miejsce      | miejsce | miejsce | miejsce | miejsce | miejsce | punkty  | punkty  | punkty  | punkty  | punkty | punkty | punkty | punkty | punkty |        |        |        |        |
| 8          | 8       | 6         | 8       | 8         | 8            | 8            | 8       | 8       | 8       | 8       | 8       | 22      | 22      | 22      | 22      | 22     | 22     | 22     | 22     | 22     |        |        |        |        |
| Sezon 2015 |         |           |         |           |              |              |         |         |         |         |         |         |         |         |         |        |        |        |        |        |        |        |        |        |
| Lonigo     | Lublin  | Pardubice | miejsce | miejsce   | miejsce      | miejsce      | miejsce | miejsce | miejsce | miejsce | miejsce | punkty  | punkty  | punkty  | punkty  | punkty | punkty | punkty | punkty | punkty |        |        |        |        |
| 14         | 12      | 13        |         |           |              |              |         |         |         |         |         | 39      | 39      | 39      | 39      | 39     | 39     | 39     | 39     | 39     |        |        |        |        |

| Statystyki        | Statystyki |
| ----------------- | ---------- |
| Starty            | 13         |
| Zwycięstwa        | 0          |
| Miejsca na podium | 4          |
| Punkty            | 117        |

### Drużynowe mistrzostwa świata juniorów
| Sezon | Dzień           | Miejscowość | Miejsce | Punkty | Biegi     | Reprezentacja |
| ----- | --------------- | ----------- | ------- | ------ | --------- | ------------- |
| 2012  | 1 września      | Gniezno     | 1.      | 8      | 3,2,3,u,– | Polska        |
| 2013  | 28 września     | Pardubice   | 2.      | 13     | 3,3,3,1,3 | Polska        |
| 2014  | 23 sierpnia     | Slangerup   | 1.      | 13     | 2,3,3,2,3 | Polska        |
| 2015  | 31 października | Mildura     | 1.      | 15     | 3,3,3,3,3 | Polska        |
| 2016  | 20 sierpnia     | Norrköping  | 1.      | 14     | 2,3,3,3,3 | Polska        |

## Pozostałe turnieje międzynarodowe

### Indywidualne międzynarodowe mistrzostwa Ekstraligi
| Sezon | Dzień       | Miejscowość | Miejsce | Punkty | Biegi         | Klub                     |
| ----- | ----------- | ----------- | ------- | ------ | ------------- | ------------------------ |
| 2015  | 2 sierpnia  | Leszno      | 7.      | 10+1   | 3,2,1,2,2+1   | Stal Gorzów Wielkopolski |
| 2016  | 28 sierpnia | Gdańsk      | 8.      | 8+1    | 2,3,1,1,1+1   | Stal Gorzów Wielkopolski |
| 2017  | 14 sierpnia | Gdańsk      | 3.      | 12+3+1 | 3,3,2,2,2+3+1 | Stal Gorzów Wielkopolski |
| 2018  | 5 sierpnia  | Gdańsk      | 7.      | 11+1   | 3,2,2,2,2+1   | Stal Gorzów Wielkopolski |
| 2019  | 12 lipca    | Gdańsk      | 1.      | 12+3   | 3,2,2,2,3+3   | Stal Gorzów Wielkopolski |
| 2020  | 15 sierpnia | Toruń       | 1.      | 14+3   | 3,2,3,3,3+3   | Stal Gorzów Wielkopolski |
| 2021  | 18 czerwca  | Toruń       | 3.      | 12+1   | 3,1,3,3,2+1   | Stal Gorzów Wielkopolski |
| 2022  | 2 kwietnia  | Toruń       | 1.      | 13+3   | 3,2,3,3,2+3   | Stal Gorzów Wielkopolski |
| 2023  | 1 kwietnia  | Toruń       | 1.      | 14+3   | 3,3,3,3,2+3   | Speedway Lublin          |
| 2024  | 5 kwietnia  | Łódź        | 1.      | 13+3   | 2,2,3,3,3+3   | Speedway Lublin          |
| 2025  | 4 kwietnia  | Łódź        | 4.      | 11+3+0 | 3,2,3,0,3+3+0 | Speedway Lublin          |

### Kryterium Asów Polskich Lig Żużlowych im. Mieczysława Połukarda
| Sezon | Dzień    | Miejscowość | Miejsce | Punkty | Biegi       | Klub                     |
| ----- | -------- | ----------- | ------- | ------ | ----------- | ------------------------ |
| 2021  | 30 marca | Bydgoszcz   | 1.      | 14+3   | 3,3,3,2,3+3 | Stal Gorzów Wielkopolski |
| 2022  | 25 marca | Bydgoszcz   | 1.      | 15     | 3,3,3,3,3   | Stal Gorzów Wielkopolski |
| 2023  | 26 marca | Bydgoszcz   | 6.      | 10     | 3,1,1,2,3   | Speedway Lublin          |
| 2024  | 24 marca | Bydgoszcz   | 1.      | 15     | 3,3,3,3,3   | Speedway Lublin          |
| 2025  | 30 marca | Bydgoszcz   | 5.      | 10     | 3,2,2,1,2   | Speedway Lublin          |

### Memoriał Edwarda Jancarza
| Sezon | Dzień      | Miejscowość         | Miejsce | Punkty | Biegi         | Klub                     |
| ----- | ---------- | ------------------- | ------- | ------ | ------------- | ------------------------ |
| 2016  | 3 kwietnia | Gorzów Wielkopolski | 2.      | 12+3+2 | 3,w,3,3,3+3+2 | Stal Gorzów Wielkopolski |
| 2017  | 9 kwietnia | Gorzów Wielkopolski | 6.      | 11+w   | 3,1,3,1,3+w   | Stal Gorzów Wielkopolski |
| 2018  | 31 maja    | Gorzów Wielkopolski | 1.      | 10+3+3 | 1,1,2,3,3+3+3 | Stal Gorzów Wielkopolski |
| 2019  | 31 marca   | Gorzów Wielkopolski | 2.      | 14+3+2 | 3,2,3,3,3+3+2 | Stal Gorzów Wielkopolski |
| 2024  | 30 marca   | Gorzów Wielkopolski | 1.      | 15+3+3 | 3,3,3,3,3+3+3 | Speedway Lublin          |

### Turniej o Koronę Bolesława Chrobrego – Pierwszego Króla Polski
| Sezon | Dzień       | Miejscowość | Miejsce | Punkty | Biegi         | Klub                     |
| ----- | ----------- | ----------- | ------- | ------ | ------------- | ------------------------ |
| 2014  | 30 kwietnia | Gniezno     | 3.      | 12+3+1 | 3,2,3,1,3+3+1 | Stal Gorzów Wielkopolski |
| 2025  | 6 kwietnia  | Gniezno     | 1.      | 13+3   | 3,3,1,3,3+3   | Speedway Lublin          |

## Mistrzostwa Europy

### Drużynowe mistrzostwa Europy
| Sezon | Dzień       | Miejscowość | Miejsce | Punkty | Biegi     | Reprezentacja |
| ----- | ----------- | ----------- | ------- | ------ | --------- | ------------- |
| 2022  | 15 maja     | Poznań      | 1.      | 14     | 3,3,3,3,2 | Polska        |
| 2023  | 22 kwietnia | Stralsund   | 1.      | 13     | 3,2,3,2,3 | Polska        |
| 2024  | 6 kwietnia  | Grudziądz   | 1.      | 13     | 3,3,1,3,3 | Polska        |
| 2025  | 28 czerwca  | Gdańsk      | 1.      | 12     | 3,3,3,3   | Polska        |

### Indywidualne mistrzostwa Europy juniorów
W sezonie 2013 nie dotarł na finał krajowych eliminacji rozgrywanych w dniu 8 maja 2013 roku w Opolu. W sezonie 2014 nie wystartował w eliminacjach.
| Sezon | Dzień       | Miejscowość | Miejsce | Punkty | Biegi     | Reprezentacja |
| ----- | ----------- | ----------- | ------- | ------ | --------- | ------------- |
| 2011  | 9 lipca     | Lublana     | 6.      | 9      | 2,2,2,w,3 | Polska        |
| 2012  | 25 sierpnia | Opole       | 1.      | 14     | 3,3,3,3,2 | Polska        |

### Drużynowe mistrzostwa Europy juniorów
| Sezon | Dzień      | Miejscowość | Miejsce | Punkty | Biegi     | Reprezentacja |
| ----- | ---------- | ----------- | ------- | ------ | --------- | ------------- |
| 2013  | 6 lipca    | Opole       | 1.      | 11     | 2,3,3,3   | Polska        |
| 2014  | 28 czerwca | Herxheim    | 1.      | 15     | 3,3,3,3,3 | Polska        |

## Rozgrywki krajowe

### Mistrzostwa Polski

#### Drużynowe mistrzostwa Polski
| Sezon | Liga       | Klub                     | Miejsce | Mecze | Biegi | Punkty | Bonusy | Razem | Komplety    | Śr. bieg.  | Śr. mecz. |
| ----- | ---------- | ------------------------ | ------- | ----- | ----- | ------ | ------ | ----- | ----------- | ---------- | --------- |
| 2011  | Ekstraliga | Stal Gorzów Wielkopolski | 3.      | 18    | 69    | 94     | 7      | 101   | 0 – (1 pł.) | 1,464 (33) | 5,22      |
| 2012  | Ekstraliga | Stal Gorzów Wielkopolski | 2.      | 18    | 72    | 117    | 16     | 133   | 0           | 1,847 (28) | 6,50      |
| 2013  | Ekstraliga | Stal Gorzów Wielkopolski | 5.      | 18    | 92    | 151    | 13     | 164   | 1           | 1,783 (28) | 8,39      |
| 2014  | Ekstraliga | Stal Gorzów Wielkopolski | 1.      | 18    | 91    | 175    | 12     | 187   | 0           | 2,055 (14) | 9,72      |
| 2015  | Ekstraliga | Stal Gorzów Wielkopolski | 6.      | 14    | 72    | 161    | 7      | 168   | 1 – (2 pł.) | 2,333 (4)  | 11,50     |
| 2016  | Ekstraliga | Stal Gorzów Wielkopolski | 1.      | 18    | 88    | 207    | 11     | 218   | 3 – (2 pł.) | 2,477 (1)  | 11,50     |
| 2017  | Ekstraliga | Stal Gorzów Wielkopolski | 3.      | 18    | 93    | 215    | 6      | 221   | 1 – (1 pł.) | 2,376 (1)  | 11,94     |
| 2018  | Ekstraliga | Stal Gorzów Wielkopolski | 2.      | 18    | 94    | 237    | 5      | 242   | 3 – (1 pł.) | 2,575 (1)  | 13,17     |
| 2019  | Ekstraliga | Stal Gorzów Wielkopolski | 7.      | 14    | 78    | 183    | 5      | 188   | 1           | 2,410 (2)  | 13,07     |
| 2020  | Ekstraliga | Stal Gorzów Wielkopolski | 2.      | 17    | 93    | 217    | 9      | 226   | 3 – (2 pł.) | 2,430 (3)  | 12,76     |
| 2021  | Ekstraliga | Stal Gorzów Wielkopolski | 3.      | 18    | 97    | 253    | 4      | 257   | 3 – (1 pł.) | 2,649 (1)  | 14,06     |
| 2022  | Ekstraliga | Stal Gorzów Wielkopolski | 2.      | 20    | 106   | 278    | 6      | 284   | 4 – (1 pł.) | 2,679 (1)  | 13,90     |
| 2023  | Ekstraliga | Speedway Lublin          | 1.      | 20    | 97    | 237    | 8      | 245   | 5 - (2 pł.) | 2,526 (1)  | 11,85     |
| 2024  | Ekstraliga | Speedway Lublin          | 1.      | 20    | 93    | 216    | 9      | 225   | 2 - (1 pł.) | 2,419 (2)  | 10,80     |

#### Indywidualne mistrzostwa Polski
W sezonach 2010-2011 nie wystartował w ćwierćfinałach.
| Sezon | Dzień                           | Miejscowość                    | Miejsce | Punkty   | Biegi                                         | Klub                     |
| ----- | ------------------------------- | ------------------------------ | ------- | -------- | --------------------------------------------- | ------------------------ |
| 2012  | 15 sierpnia                     | Zielona Góra                   | 4.      | 10       | 1,3,3,0,3                                     | Stal Gorzów Wielkopolski |
| 2013  | 6 października                  | Tarnów                         | 13.     | 5        | 0,0,2,3,0                                     | Stal Gorzów Wielkopolski |
| 2014  | 14 sierpnia                     | Zielona Góra                   | 6.      | 9+0      | 2,1,1,3,2                                     | Stal Gorzów Wielkopolski |
| 2015  | 5 lipca                         | Gorzów Wielkopolski            | 2.      | 14+2     | 3,2,3,3,3+2                                   | Stal Gorzów Wielkopolski |
| 2016  | 1 lipca                         | Leszno                         | 6.      | 11+w     | 2,2,1,3,3+w                                   | Stal Gorzów Wielkopolski |
| 2017  | 2 lipca                         | Gorzów Wielkopolski            | 6.      | 10+0     | 1,3,3,1,2+0                                   | Stal Gorzów Wielkopolski |
| 2018  | 4 sierpnia                      | Leszno                         | 4.      | 13+w     | 2,3,2,3,3+w                                   | Stal Gorzów Wielkopolski |
| 2019  | 14 lipca                        | Leszno                         | 2.      | 15+2     | 3,3,3,3,3+2                                   | Stal Gorzów Wielkopolski |
| 2020  | 7 września                      | Leszno                         | 2.      | 10+2     | 2,3,1,1,3+2+2                                 | Stal Gorzów Wielkopolski |
| 2021  | 11 lipca                        | Leszno                         | 1.      | 14+3     | 3,3,3,3,2+3                                   | Stal Gorzów Wielkopolski |
| 2022  | 9 lipca 15 sierpnia 5 września  | Grudziądz Krosno Rzeszów       | 1.      | 18 13 18 | 3,3,2,3,3+3 (+1) 3,2,1,2,3+2 3,3,3,2,3+3 (+1) | Stal Gorzów Wielkopolski |
| 2023  | 8 czerwca 16 lipca 4 września   | Rzeszów Piła Łódź              | 1.      | 17 16    | 3,3,1,3,3+3 (+1) 3,2,3,2,3+3 (+1) 2,3,3,3,3+2 | Speedway Lublin          |
| 2024  | 6 lipca 27 lipca 10 sierpnia    | Łódź Bydgoszcz Lublin          | 3.      | 15 11 13 | 3,3,2,3,2+2 0,3,3,2,3 1,3,2,3,2+2             | Speedway Lublin          |
| 2025  | 19 czerwca 19 lipca 15 sierpnia | Toruń Ostrów Wlkp. Częstochowa | 2.      | 12 14 18 | 2,3,1,2,3+1 3,3,3,2,3+w 3,3,3,3,3+3           | Speedway Lublin          |

#### Mistrzostwa Polski par klubowych
W sezonach 2010-2012, 2016, 2018 i 2021 nie startował.
| Sezon | Dzień           | Miejscowość         | Miejsce | Punkty | Biegi       | Klub                     |
| ----- | --------------- | ------------------- | ------- | ------ | ----------- | ------------------------ |
| 2013  | 30 sierpnia     | Gorzów Wielkopolski | 2.      | 10     | 3,1,2,1,0,3 | Stal Gorzów Wielkopolski |
| 2014  | 19 października | Gorzów Wielkopolski | 1.      | 14     | w,3,3,2,3,3 | Stal Gorzów Wielkopolski |
| 2015  | 12 lipca        | Leszno              | 2.      | 10     | 3,2,3,2     | Stal Gorzów Wielkopolski |
| 2017  | 23 lipca        | Ostrów Wielkopolski | 1.      | 17     | 2,3,3,3,3,3 | Stal Gorzów Wielkopolski |
| 2019  | 11 maja         | Bydgoszcz           | 2.      | 14     | 3,1,3,3,3,1 | Stal Gorzów Wielkopolski |
| 2020  | 5 sierpnia      | Gdańsk              | 4.      | 13     | 1,3,1,3,2,3 | Stal Gorzów Wielkopolski |
| 2022  | 3 kwietnia      | Poznań              | 4.      | 16     | 3,3,3,3,3,1 | Stal Gorzów Wielkopolski |
| 2023  | 2 kwietnia      | Rzeszów             | 1.      | 10+3   | 3,1,3,2,–,1 | Speedway Lublin          |
| 2024  | 7 kwietnia      | Poznań              | 1.      | 18     | 3,3,3,3,3,3 | Speedway Lublin          |
| 2025  | 5 kwietnia      | Grudziądz           | 1.      | 14     | 3,3,1,3,1,3 | Speedway Lublin          |

#### Młodzieżowe drużynowe mistrzostwa Polski
W sezonach 2012 i 2015-2016 nie wystartował w półfinale/eliminacjach.
| Sezon | Dzień          | Miejscowość | Miejsce | Punkty | Biegi   | Klub                     |
| ----- | -------------- | ----------- | ------- | ------ | ------- | ------------------------ |
| 2010  | 1 września     | Łódź        | 1.      | 11     | 2,3,3,3 | Stal Gorzów Wielkopolski |
| 2011  | 22 września    | Bydgoszcz   | 6.      | 9      | 2,1,3,3 | Stal Gorzów Wielkopolski |
| 2013  | 4 września     | Częstochowa | 1.      | 8      | 1,1,3,3 | Stal Gorzów Wielkopolski |
| 2014  | 8 października | Rybnik      | 2.      | 11     | 2,3,3,3 | Stal Gorzów Wielkopolski |

#### Młodzieżowe indywidualne mistrzostwa Polski
W sezonie 2010 nie wystartował w eliminacjach. W sezonie 2012 w półfinale rozegranym 18 lipca w Grudziądzu zdobył 15 pkt. i zajmując 1. miejsce zakwalifikował się do finału, jednak z powodu kontuzji w nim nie wystąpił. W sezonie 2016 nie wystartował w finale.
| Sezon | Dzień       | Miejscowość         | Miejsce | Punkty | Biegi     | Klub                     |
| ----- | ----------- | ------------------- | ------- | ------ | --------- | ------------------------ |
| 2011  | 2 września  | Gorzów Wielkopolski | 2.      | 13     | 2,3,3,2,3 | Stal Gorzów Wielkopolski |
| 2013  | 7 września  | Tarnów              | 3.      | 12     | 2,2,3,2,3 | Stal Gorzów Wielkopolski |
| 2014  | 13 września | Gorzów Wielkopolski | 3.      | 11+3   | 3,2,1,2,3 | Stal Gorzów Wielkopolski |
| 2015  | 12 lipca    | Leszno              | 1.      | 15     | 3,3,3,3,3 | Stal Gorzów Wielkopolski |

#### Młodzieżowe mistrzostwa Polski par klubowych
W sezonach 2010, 2012-2014 i 2016 nie wystartował w półfinałach.
| Sezon | Dzień       | Miejscowość         | Miejsce | Punkty | Biegi       | Klub                     |
| ----- | ----------- | ------------------- | ------- | ------ | ----------- | ------------------------ |
| 2011  | 1 lipca     | Gdańsk              | 4.      | 15+2   | 3,1,3,3,3,2 | Stal Gorzów Wielkopolski |
| 2015  | 26 września | Gorzów Wielkopolski | 1.      | 14     | 3,2,3,3,3,– | Stal Gorzów Wielkopolski |

#### Pozostałe rozgrywki krajowe

##### Turniej o Złoty Kask
W sezonach 2010-2014 i 2017 nie wystartował w eliminacjach. W sezonie 2019 nie wystąpił w finale.
| Sezon | Dzień       | Miejscowość  | Miejsce | Punkty | Biegi       | Klub                     |
| ----- | ----------- | ------------ | ------- | ------ | ----------- | ------------------------ |
| 2015  | 14 kwietnia | Lublin       | 10.     | 6      | w,1,2,2,1   | Stal Gorzów Wielkopolski |
| 2016  | 25 kwietnia | Tarnów       | 2.      | 8      | 3,2,3       | Stal Gorzów Wielkopolski |
| 2018  | 19 kwietnia | Piła         | 2.      | 11     | 3,3,1,3,1   | Stal Gorzów Wielkopolski |
| 2020  | 27 lipca    | Bydgoszcz    | 1.      | 15     | 3,3,3,3,3   | Stal Gorzów Wielkopolski |
| 2021  | 21 czerwca  | Zielona Góra | 1.      | 13     | 3,2,2,3,3   | Stal Gorzów Wielkopolski |
| 2022  | 18 kwietnia | Opole        | 1.      | 15     | 3,3,3,3,3   | Stal Gorzów Wielkopolski |
| 2023  | 6 maja      | Opole        | 2.      | 13     | 2,3,3,2,3   | Speedway Lublin          |
| 2024  | 1 kwietnia  | Opole        | 7.      | 9      | 3,2,2,1,1   | Speedway Lublin          |
| 2025  | 21 kwietnia | Opole        | 1.      | 11+3   | 2,0,3,3,3+3 | Speedway Lublin          |

##### Turniej o Srebrny Kask
W sezonie 2010 i 2014-2016 nie wystartował w półfinałach. W sezonie 2011 w półfinale rozegranym 16 czerwca w Ostrowie Wielkopolskim zdobył 10 pkt. i zajmując 7. miejsce zakwalifikował się do finału, jednak w nim nie wystąpił.
| Sezon | Dzień      | Miejscowość | Miejsce | Punkty | Biegi     | Klub                     |
| ----- | ---------- | ----------- | ------- | ------ | --------- | ------------------------ |
| 2012  | 27 lipca   | Rzeszów     | 2.      | 13     | 2,3,3,3,2 | Stal Gorzów Wielkopolski |
| 2013  | 3 sierpnia | Rawicz      | 3.      | 12     | 2,2,3,2,3 | Stal Gorzów Wielkopolski |

##### Turniej o Brązowy Kask
W sezonie 2011 i 2014 nie wystartował w półfinałach. W sezonie 2012 w półfinale rozegranym 20 czerwca w Lublinie zdobył 15 pkt. i zajmując 1. miejsce zakwalifikował się do finału, jednak z powodu kontuzji w nim nie wystąpił.
| Sezon | Dzień       | Miejscowość | Miejsce | Punkty | Biegi     | Klub                     |
| ----- | ----------- | ----------- | ------- | ------ | --------- | ------------------------ |
| 2010  | 5 sierpnia  | Leszno      | 6.      | 8      | 0,2,1,3,2 | Stal Gorzów Wielkopolski |
| 2013  | 17 sierpnia | Łódź        | 2.      | 14+2   | 3,3,3,3,2 | Stal Gorzów Wielkopolski |

##### Drużynowe mistrzostwa Ligi Juniorów
W sezonach 2013-2015 nie startował w rozgrywkach.
| Sezon | Dzień                                                                      | Miejscowość                                                                 | Miejsce | Punkty       | Biegi                                      | Klub                     |
| ----- | -------------------------------------------------------------------------- | --------------------------------------------------------------------------- | ------- | ------------ | ------------------------------------------ | ------------------------ |
| 2010  | 22 czerwca 23 czerwca 29 czerwca 20 lipca 21 lipca 27 lipca 28 lipca       | Bydgoszcz Toruń Wrocław Tarnów Częstochowa Zielona Góra Gorzów Wielkopolski | 1.      | – 6 10 8 5 6 | ns 0,2,3,1 2,3,2,3 3,1,2,2 1,2,2,0 2,1,3,– | Stal Gorzów Wielkopolski |
| 2011  | 12 lipca 13 lipca 2 sierpnia 3 sierpnia 9 sierpnia 10 sierpnia 31 sierpnia | Leszno Wrocław Gorzów Wielkopolski Zielona Góra Rzeszów Tarnów Toruń        | 6.      | 10 – 11      | 3,3,3,1 2,3,3,2 1,3,3,3 ns 2,3,3,3         | Stal Gorzów Wielkopolski |
| 2012  | 26 czerwca 27 czerwca 3 lipca 4 lipca 11 lipca                             | Bydgoszcz Gdańsk Leszno Gorzów Wielkopolski Toruń                           | 4.      | – 12 10 8    | ns 3,3+3+3 1,3+3+3 2,2+2+2                 | Stal Gorzów Wielkopolski |

##### Indywidualne mistrzostwa Ligi Juniorów
W sezonach 2012-2015 nie wystartował w finałach.
| Sezon | Dzień       | Miejscowość         | Miejsce | Punkty | Biegi     | Klub                     |
| ----- | ----------- | ------------------- | ------- | ------ | --------- | ------------------------ |
| 2010  | 23 września | Gorzów Wielkopolski | 3.      | 12     | 3,2,2,2,3 | Stal Gorzów Wielkopolski |
| 2011  | 4 września  | Zielona Góra        | 6.      | 10     | 2,1,3,2,2 | Stal Gorzów Wielkopolski |

## Ligi zagraniczne

### Liga szwedzka
| Sezon | Liga        | Klub              | Miejsce | Mecze | Biegi | Punkty | Bonusy | Razem | Komplety | Śr. bieg.   | Śr. mecz. |
| ----- | ----------- | ----------------- | ------- | ----- | ----- | ------ | ------ | ----- | -------- | ----------- | --------- |
| 2011  | Allsvenskan | Gnistorna Malmö   | 6.      | 3     | 15    | b.d.   | b.d.   | 23    | 0        | 1,533 (nsk) | 7,67      |
| 2012  | Allsvenskan | Gnistorna Malmö   | 6.      | 6     | 25    | 43     | 1      | 44    | 0        | 1,720 (nsk) | 8,60      |
| 2013  | Elitserien  | Vetlanda Speedway | 2.      | 10    | 43    | 77     | 9      | 86    | b.d.     | 2,000 (15)  | 7,70      |
| 2014  | Elitserien  | Vetlanda Speedway | 1.      | 6     | 25    | 41     | 3      | 44    | b.d.     | 1,760 (nsk) | 6,83      |
| 2015  | Elitserien  | Vetlanda Speedway | 1.      | 16    | 73    | 155    | 10     | 165   | b.d.     | 2,260 (3)   | 9,69      |
| 2016  | Elitserien  | Vetlanda Speedway | 7.      | 13    | 68    | 153    | 4      | 157   | b.d.     | 2,309 (1)   | 11,77     |
| 2017  | Elitserien  | Vetlanda Speedway | 2.      | 16    | 81    | 190    | 10     | 200   | b.d.     | 2,469 (1)   | 11,88     |
| 2018  | Elitserien  | Vetlanda Speedway | 6.      | 16    | 87    | 200    | 10     | 210   | b.d.     | 2,414 (3)   | 12,50     |
| 2019  | Elitserien  | Vetlanda Speedway | 4.      | 18    | 91    | 254    | 1      | 255   | 7        | 2,802 (1)   | 14,11     |
| 2020  | Elitserien  | Vetlanda Speedway | 5.      | 1     | 5     | 15     | 0      | 15    | 1        | 3,000 (nsk) | 15,00     |
| 2021  | Elitserien  | Vetlanda Speedway | 5.      | 6     | 31    | 88     | 1      | 89    | 3        | 2,871 (nsk) | 14,67     |
| 2022  | Elitserien  | Lejonen Gislaved  | 2.      | 15    | 60    | 159    | 7      | 166   | 5        | 2,767 (1)   | 13,25     |
| 2023  | Elitserien  | Lejonen Gislaved  | 3.      | 14    | 75    | 186    | 5      | 191   | b.d.     | 2,547 (2)   | 13,29     |
| 2024  | Elitserien  | Lejonen Gislaved  | 1.      | 16    | 76    | 199    | 8      | 207   | b.d.     | 2,724 (1)   | 13,27     |

### Liga brytyjska
| Sezon | Liga         | Klub                | Miejsce | Mecze | Biegi | Punkty | Bonusy | Razem | Komplety | Śr. bieg.   | Śr. mecz. |
| ----- | ------------ | ------------------- | ------- | ----- | ----- | ------ | ------ | ----- | -------- | ----------- | --------- |
| 2014  | Elite League | Birmingham Brummies | 10.     | 1     | 4     | 4      | 1      | 5     | 0        | 1,250 (nsk) | 4,00      |

### Liga duńska
| Sezon | Liga                | Klub                    | Miejsce | Mecze | Biegi | Punkty | Bonusy | Razem | Komplety | Śr. bieg. | Śr. mecz. |
| ----- | ------------------- | ----------------------- | ------- | ----- | ----- | ------ | ------ | ----- | -------- | --------- | --------- |
| 2019  | Dansk Speedway Liga | Slangerup Speedway Klub | 4.      | 2     | 14    | 37     | 0      | 37    | 0        | 2,643     | 18,50     |

## Odznaczenia i wyróżnienia
- Krzyż Kawalerski Orderu Odrodzenia Polski – 2019[58][59]
- Medal Stulecia Odzyskanej Niepodległości – 2022[60]
- Odznaka honorowa za Zasługi dla Województwa Lubuskiego – 2022[60]
- Zwycięstwo w Plebiscycie „Przeglądu Sportowego” na najlepszego sportowca 2019[61]